# Voivodato di Koszalin

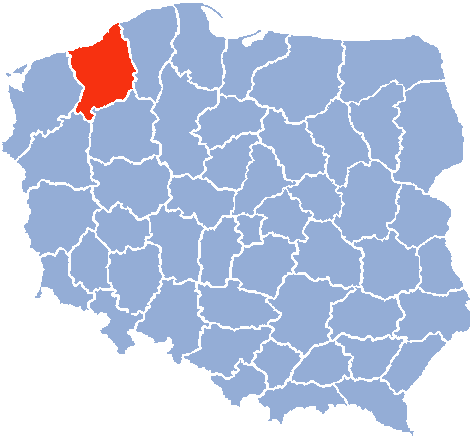
Voivodato di Koszalin

Il voivodato di Koszalin (in polacco: województwo koszalińskie) fu un'unità di divisione amministrativa e governo locale della Polonia che esistette a più riprese durante il XX secolo.

## 1950 - 1975
Il voivodato di Koszalin fu creato nel 1950 a partire dallo smembramento del voivodato di Stettino, la cui parte orientale costituì il voivodato di Koszalin. Nel 1975 è stato sostituito dal voivodato di Koszalin, dal voivodato di Słupsk e dal voivodato di Piła.

 Capitale: Koszalin

 Area: 18.104 km²

 Popolazione (31 dicembre 1970): 793.700 abitanti (399.300 uomini e 394.400 donne)

 Popolazione urbana (31 dicembre 1970): 392.200 (49,5%)

 Densità di popolazione (31 dicembre 1970): 44 abitanti/km²

 Divisione amministrativa (1º gennaio 1971): 15 distretti

 Divisione amministrativa (1º gennaio 1971): 23 città + 154 comuni

### Lista dei distretti degli anni 1950-1975
- Koszalin, miasto Koszalin
- Słupsk, miasto Słupsk
- Białogard, powiat białogardzki,
- Bytów, powiat bytowski,
- Człuchow, powiat człuchowski,
- Drawsko Pomorskie, powiat drawski,
- Kołobrzeg, powiat kołobrzeski,
- Miastko, powiat miastecki,
- Sławno, powiat sławieński,
- Szczecinek, powiat szczecinecki,
- Wałcz, powiat wełecki,
- Złotów, powiat złotowski,

Nuove contee stabilite nel periodo 1950-1975:
- Distretto di Świdwin, powiat świdwiński.

## 1975 - 1998
Il voivodato di Koszalin fu reistituito, dopo lo smembramento in più voivodati, nel 1975, e fu definitivamente soppiantato dal voivodato della Pomerania.

 Capitale Koszalin

 Area: 8.500 km²

 Dati (1º gennaio 1992):

 Popolazione: 508.200 abitanti

 Densità di popolazione: 60 abitanti/km²

 Divisione amministrativa: 35 comuni

 Città: 17

### Principali città (popolazione nel 1980)
- Koszalin (93.500);
- Kołobrzeg (38.200);
- Szczecinek (32.900);
- Białogard (22.500);
- Świdwin (14.000);
- Darłowo (13.400);
- Złocieniec (12.200).